# Nematomicrus tenellus
Nematomicrus tenellus is een insect dat behoort tot de orde vliesvleugeligen (Hymenoptera) en de familie van de gewone sluipwespen (Ichneumonidae). De wetenschappelijke naam van de soort werd voor het eerst geldig gepubliceerd door  Constantin Wesmael in 1845. De soort werd aangetroffen in de omgeving van Brussel.